# Filchner-Rønnes shelfis

Lägeskarta över Filchner-Rønne-shelfisen.

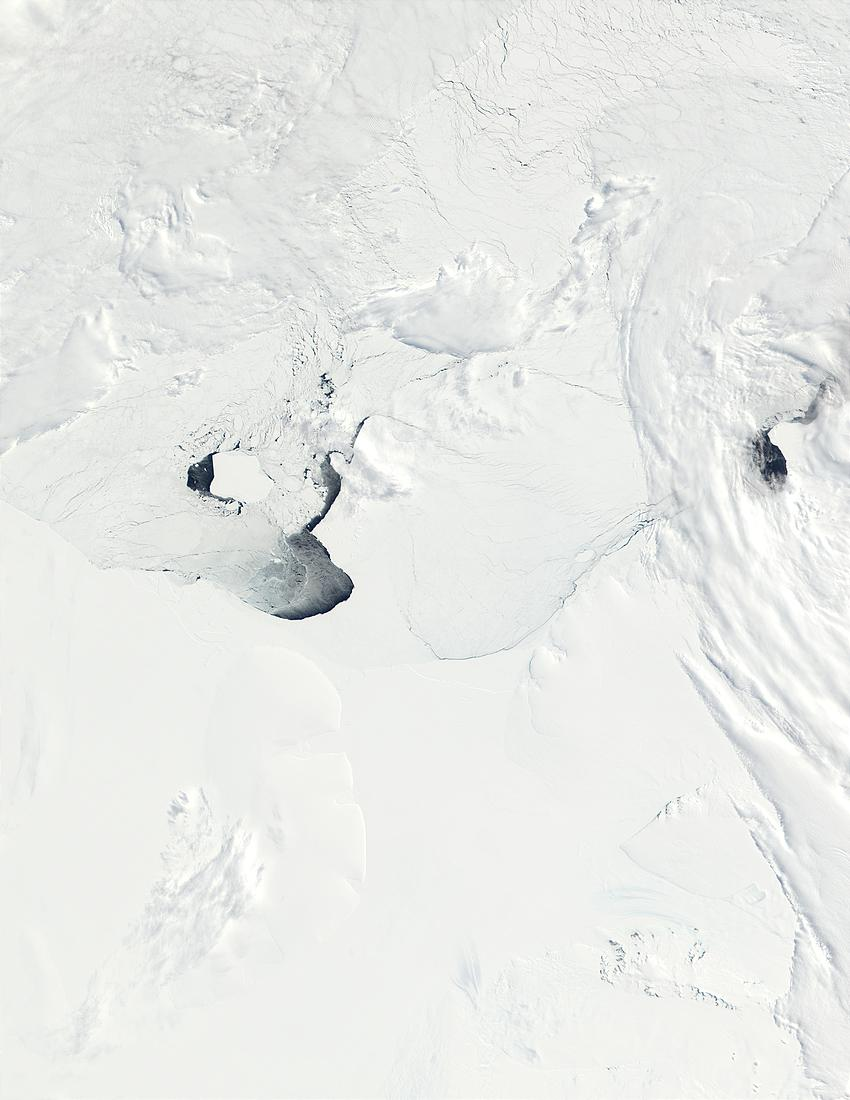
Filchners och Rønnes shelfisar.

Filchners shelfis utgör tillsammans med Rønnes shelfis ett shelfisområde i östra Antarktis. Området består av två delar och är den näst största shelfisen efter Ross shelfis.

## Geografi
Filchner-Rønne-shelfisen ligger vid Weddellhavet i Östantarktis mellan Antarktiska halvön och Coats land. Området har en sammanlagd yta på cirka 422 420 kvadratkilometer och sträcker sig mellan cirka 75–83 grader sydlig bredd och 30–80 grader västlig längd.
Berknerön delar området i en östlig och västlig del.

### Rønnes shelfis
Rønnes shelfis utgör den större västra delen av området.
Shelfisen sträcker sig från Antarktiska halvön och Ellsworths land i väst till Berknerön i öst.

### Filchners shelfis
Filchners shelfis utgör den mindre östra delen av området.
Shelfisen sträcker sig från Berknerön i väst till Coats land i öst.

## Historia
Rønnes shelfis upptäcktes av norsk-amerikanske Finn Rønne (engelsk stavning: Ronne) under en flygexpedition 1947. Rønne gav då området namnet Lassiters shelfis och landområdet bortom kallade han ”Edith Rønnes land” efter sin fru. Under en expedition 1957–1958 upptäckte man att isområdet var mycket större än man tidigare uppfattat och området fick då namnet Rønnes shelfis.
Filchners shelfis upptäcktes av den tyska Antarktisexpeditionen 1911–1912 under ledning av Wilhelm Filchner och kallades först ”Kejsar Vilhelms shelfis” efter tyske kejsaren, men Vilhelm II ville att området skulle uppkallas efter upptäckaren.
1963 och 1968 fastställdes det nuvarande namnet av amerikanska Advisory Committee on Antarctic Names (US-ACAN, en enhet inom USA:s geologiska undersökning).